# Olga Drożdż
Olga Drożdż (ur. 25 lutego 1989 w Pile) – polska zawodniczka trenująca strzelectwo sportowe, specjalizująca się w strzelaniu do ruchomej tarczy.

## Kariera
Wychowanka klubu sportowego Inter-Continental Piła. Wielokrotna medalistka Mistrzostw Polski. Członkini kadry narodowej w 2006 i 2007 roku. Absolwentka Akademii Wychowania Fizycznego i Sportu w Gdańsku oraz Sopockich Szkół Fotografii WFH. Na Mistrzostwach Polski Seniorów rozgrywanych w ruchomej tarczy w Zielonej Górze w 2008 roku zdobyła dwa złote medale w konkurencji RT 20+20 oraz RT 40 MIX na strzelnicy 10-metrowej – były to ostatnie oficjalne Mistrzostwa Polski rozgrywane w pełnym wymiarze.
Zaangażowana w działania prowadzące do przywrócenia konkurencji RT na Igrzyska Olimpijskie oraz w Polsce na dużą skalę. W 2016 roku brała udział w Mistrzostwach Świata w Suhl (Niemcy), gdzie w nowej konkurencji ruchoma tarcza mixed team event w duecie z Łukaszem Czaplą zajęła 7. miejsce.

## Osiągnięcia
- Mistrzostwa Polski Seniorów Zielona Góra 2008 – dwa złote medale (w konkurencji 20+20, 10m oraz 40MIX, 10m)
- Mistrzostwa Polski Juniorów Zielona Góra 2008 – srebrny medal (20+20, 10m), brązowy medal (40MIX, 10m)
- Puchar Polski Zielona Góra 2008 – zwyciężczyni w konkurencji 20+20, 10m oraz 40MIX, 10m
- Mistrzostwa Polski Seniorów Wrocław 2007 – złoty medal (40MIX, 10m)
- Mistrzostwa Polski Seniorów Wrocław 2006 – brązowy medal (40MIX, 10m)
- Ogólnopolska Olimpiada Młodzieży Starachowice 2006 – dwa złote medale (w konkurencji 20+20, 10m oraz 40MIX, 10m)
- Ogólnopolska Olimpiada Młodzieży Wrocław 2005 – dwa srebrne medale (w konkurencji 20+20, 10m oraz 40MIX, 10m)